# گور، کبک
گور (به فرانسوی: Gore) بخشی در منطقه شهری ارژانتوی ناحیه لورانتید در استان کبک کانادا است. در سرشماری سال ۲۰۱۱ این بخش ۱٬۳۹۸ نفر جمعیت داشته‌است و مساحت آن ۹۳٫۸۶ کیلومتر مربع است.